# Danilo (Fußballspieler, 1991)
Danilo (* 15. Juli 1991 in Bicas; bürgerlich Danilo Luiz da Silva) ist ein brasilianischer Fußballspieler, der seit Januar 2025 beim CR Flamengo in Rio de Janeiro unter Vertrag steht.

## Karriere

### Verein

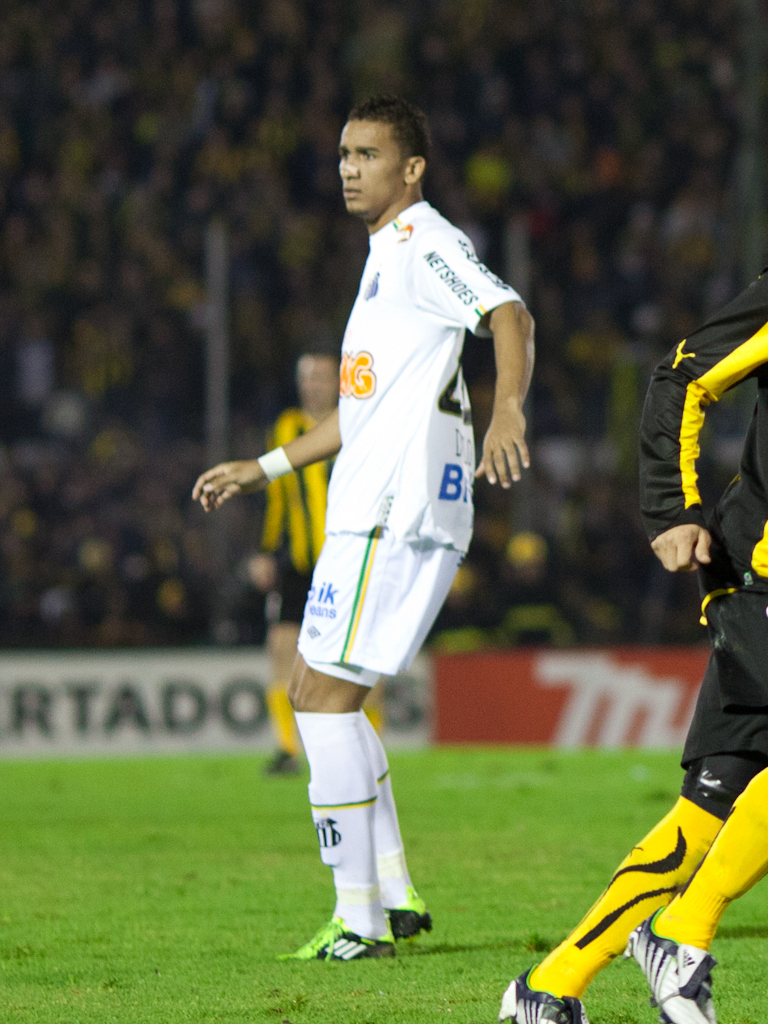
Danilo im Trikot des FC Santos (2011)

Danilo begann seine Karriere bei América Mineiro, in deren Profikader er im Januar 2009 befördert wurde. Im Juli 2010 wechselte er zum FC Santos. Hier absolvierte er sein Debüt am 10. Spieltag der Campeonato Brasileiro de Futebol am 21. Juli 2010 im Spiel gegen Athletico Paranaense. Mit seinem Club gewann er die Copa Libertadores 2011.
Im Sommer 2011 wechselte er zum FC Porto. Er unterschrieb in Porto einen Fünfjahresvertrag bis zum 30. Juni 2016 und kostete rund 13 Millionen Euro Ablöse. Er war damit der bis dahin zweitteuerste Transfer der portugiesischen Liga. Zunächst wurde er bis zum Ende des Jahres an den FC Santos ausgeliehen und stieß im Januar 2012 zu seinem neuen Team.
Zur Saison 2015/16 wechselte Danilo für 31,5 Millionen Euro zum spanischen Rekordmeister Real Madrid, bei dem er einen Sechsjahresvertrag bis zum 30. Juni 2021 erhielt. Mit den Madrilenen gewann Danilo in zwei Jahren zwei Champions-League-Titel sowie eine Meisterschaft. Er kam dabei jedoch meist nicht über die Rolle des Back-Ups von Dani Carvajal hinaus.
Zur Saison 2017/18 wechselte Danilo zu Manchester City in die Premier League. Er unterschrieb einen Fünfjahresvertrag bis zum 30. Juni 2022.
Anfang August 2019 wechselte Danilo für 37 Millionen Euro in die italienische Serie A zu Juventus Turin; im Gegenzug wechselte João Cancelo für 65 Millionen Euro zu Manchester City.
Im Januar 2025 lösten Juventus Turin und ihr ehemaliger Kapitän den eigentlich noch bis Ende der Saison 2024/25 gültigen Vertrag einvernehmlich auf. Am 29. Januar gab der CR Flamengo die Verpflichtung von Danilo bekannt.

### Nationalmannschaft
Danilo kam für die brasilianische U20-Juniorennationalmannschaft zu acht Einsätzen und erzielte ein Tor. Er stand 2011 im Kader für die U20-Südamerikameisterschaft und die U20-Weltmeisterschaft 2011 in Kolumbien. Bei beiden Turnieren konnte er mit seinem Team den Titel gewinnen.
2012 nahm er mit der Olympiamannschaft an den Olympischen Spielen in London teil, bei denen Brasilien zum ersten Mal die Goldmedaille gewinnen wollte. Im Finale musste sich Brasilien aber mit 1:2 der mexikanischen Mannschaft geschlagen geben. Danilo kam in den ersten vier Spielen zum Einsatz und erzielte in der Vorrunde beim 3:0 gegen Neuseeland das erste Tor.

## Erfolge
Nationalmannschaft
- Olympisches Fußballturnier: Silbermedaille 2012
- U20-Weltmeisterschaft: 2011
- U20-Südamerikameisterschaft: 2011

Verein
- UEFA Champions League: 2016, 2017
- UEFA Super Cup: 2016
- FIFA-Klub-Weltmeisterschaft: 2016
- Copa Libertadores: 2011
- Staatsmeisterschaft von São Paulo: 2011
- Copa do Brasil: 2010
- Brasilianische Série C: 2009
- Portugiesische Meisterschaft: 2011/12, 2012/13
- Spanische Meisterschaft: 2016/17
- Englischer Ligapokal: 2017/18, 2018/19
- Englische Meisterschaft: 2017/18, 2018/19
- Italienische Meisterschaft: 2019/20
- Italienischer Supercup: 2020
- Italienischer Pokal: 2020/21, 2023/24
- Supercopa do Brasil: 2025
- Staatsmeisterschaft von Rio de Janeiro: 2025